# Commandos
Commandos és una sèrie de videojocs de tàctica en temps real (RTT) disponible per a les plataformes Macintosh i Windows. La seva primera versió, Commandos: Behind Enemy Lines, va sortir al mercat el 31 de juliol de 1998, desenvolupat per l'empresa espanyola Pyro Studios i publicat per l'anglesa Eidos Interactive. L'objecte del joc és dirigir un grup de comandos militars al llarg de diversos escenaris en un ambient de la Segona Guerra Mundial. La vista del joc és de manera omnipresent (aèria) permetent al jugador visualitzar la totalitat del camp al mateix temps, mentre que l'última versió del joc, Commandos: Strike Force, té una vista subjectiva (el jugador veu el que veuria el personatge que utilitza).
El joc s'assembla a la sèrie de televisió Mission Impossible o al videojoc The Lost Vikings, ja que cada personatge és únic en la seva especialització (espia, sapador, franctirador, etc.) i posseeix una única habilitat personal (conducció de vehicles, camuflatge, capacitat de disfressar-se, etc.) segons el seu equip i coneixements. Un sol personatge no podria finalitzar les missions, solament es pot avançar com a grup.
L'escenari és lineal però cada missió està descrita de manera exhaustiva gràcies a un ampli nombre de fotos i vídeos dels objectius que es presenta a l'inici de cada missió. Posteriorment, a l'inici de la fase de joc, es mostra una vista aèria de la zona de joc i es detallen els menors detalls a tenir en compte. Es pot observar els moviments de l'enemic i el seu camp de visió. Des d'aquest punt (en ple joc) es pot planejar una estratègia i finalment passar a l'acció.
A pesar que les primeres missions són simples, aquestes serveixen de pràctica, ja que a mesura que s'avança, l'estratègia requerida es torna bastant complexa i es necessita l'ajuda de sincronització d'activitats entre els comandos, la qual cosa juntament amb la planificació de l'estratègia, és la part de major repte del joc.
Amb un cost de desenvolupament de 900.000 € el 1998 (Commandos: Behind Enemy Lines) sobre 6 milions de € el 2001 (Commandos 2: Men of Courage) i 9 milions de € el 2006 (Commandos: Strike Force) el joc va ser el primer del seu estil (infiltració per mitjà de diverses unitats en una vista aèria) per la qual cosa va crear un estil de videojocs i des de llavors diversos jocs que surten es retolen com a "Estil Commandos" (Commandos like).

## Versions del joc
La sèrie Commandos consta de cinc jocs:
- Commandos: Behind Enemy Lines (Commandos: Darrere de les línies enemigues)
- Commandos: Beyond The Call Of Duty (Commandos: Més enllà del deure)
- Commandos 2: Men of Courage (Commandos 2: Homes de coratge)
- Commandos 3: Destination Berlin (Commandos 3: Destinació Berlín)
- Commandos: Strike Force (Commandos: Força d'atac)

### Commandos: Behind Enemy Lines
Commandos: Behind The Enemy Lines va sortir al mercat el 31 de juliol de 1998. Publicat per Eidos Interactive, i desenvolupat per Pyro Studios, va ser el primer joc de la sèrie Commandos. Conté 20 missions que succeeixen a Noruega, el Nord d'Àfrica, Normandia i als mateixos territoris del Reich. Els gràfics són d'alta definició (alta renderització) i les missions són nostàlgicament reminiscents d'algunes pel·lícules o novel·les de Hollywood. La combinació d'aquests components ho fan extremadament difícil.

### Commandos: Beyond The Call Of Duty
Commandos: Beyond the Call of Duty, és un conjunt de noves missions per als comandos que pot ser executat com a joc independent (no requereix el joc principal). Va ser publicat el 31 de març de 1999. Consisteix en vuit missions que, malgrat ser molt més curt, és bastant més difícil que el seu predecessor. Les accions del joc es realitzen a Iugoslàvia i l'illa de Creta. En aquest joc s'agreguen més "armes" per als comandos, entre altres tipus d'elements personals: la pedra i el paquet de cigarrets com a distraccions, el cloroform (espia), les esposes (boina verda i espia), el control sobre soldats ostatges, l'ús del rifle de soldats enemics (espia) i l'habilitat de noquejar als enemics (boina verda i conductor). A més pot visualitzar-se en la seva última missió la presència de: 1) un nou integrant amb els comandos, Natasha, l'"enllaç holandès", el paper del qual en aquesta missió és molt similar a la de l'espia en missions anteriors; i 2) la policia secreta de Hitler, Gestapo, els quals són capaços d'identificar a l'enllaç holandès com a tal.

### Commandos 2: Men Of Courage
Una seqüela completa, llançada el 2001, va ser dissenyada amb un motor 3D, escenaris més interactius, més habilitats per als comandos, i nous personatges. Com el seu predecessor, s'assemblava a diverses pel·lícules bèl·liques, com es mostra en els noms dels nivells com "El pont sobre el riu Kwai" i "Salvar al soldat Smith". El joc va rebre fins i tot més afalacs que el seu predecessor, i es va vendre bé als Estats Units i Europa. Les millores respecte als personatges del joc inclouen l'habilitat de moure cossos, manejar explosius, i permetre a tots els personatges conduir vehicles (aplanant el camí per a l'expulsió del conductor de la saga en el següent lliurament).

### Commandos 3: Destination Berlin
Aquesta és la tercera part de la saga i va sortir al mercat a l'octubre de 2003. En aquest joc la roda del ratolí es podia usar per rotar la càmera. Va ser el primer de les saga a usar un veritable entorn 3D. Amb un aspecte similar al joc anterior de la saga, una extravagant banda sonora i excel·lent qualitat gràfica, promet atrapar al jugador. Es podria considerar com la suma del primer i segon joc, atès que aquest posseeix totes les actualitzacions i es van prendre en compte els comentaris dels jugadors respecte a les anteriors edicions.
- Requisits: Processador 700 MHz, 256 Mb RAM, Acceleració 3D 32 Mb, 2,5 Gb d'espai en disc (Mínim), Processador 1,0 GHz (Mínim multijugador), Processador 2,0 GHz, 512 Mb RAM, Acceleració 3D 128 Mb
- Nº de Jugadors: 1 a 12
- Multijugador: Sí (Juntament amb mode offline)
- DirectX: 9.0
- Recomanació: 12+

### Commandos: Strike Force
Llançat durant els primers mesos de 2006, aquest joc canvia respecte a la forma de joc dels tres primers jocs. Encara que les missions són del mateix estil (diversos objectius diferents, alguns s'aconsegueixen de forma sigil·losa, unes altres amb l'ús de la força) i en la majoria d'ocasions es permet al jugador canviar entre diferents personatges, aquest és el primer joc de la saga a aplicar una perspectiva en primera persona, com a molts altres jocs basats en la Segona Guerra Mundial, en contrast amb la vista aèria dels anteriors jocs. Per aquest motiu el videojoc sigui més similar a Medal of Honor o Call of Duty que als anteriors lliuraments.
El joc va atreure comentaris negatius, especialment dels fans dels anteriors jocs, que pensen que és massa fàcil (els anteriors jocs tenien fama de ser molt difícils), massa similar a altres jocs d'acció en primera persona i que el seu mode de joc, més orientat a l'acció, té poc a veure amb els anteriors títols.
D'altra banda, hi ha una minoria d'usuaris que creuen que el joc és més accessible i millor visualment que els anteriors títols.

## Personatges

### Butcher (Boina verda)
- Nom real: Jack O'Hara
- Data de naixement: 10 d'octubre de 1909
- Lloc de naixement: Dublín, Irlanda

Campió de boxa de 1934 a 1937, va ser sentenciat a 14 anys de treballs forçats per una cort militar el 1938 després de pegar a un oficial. D'origen irlandès, la seva sentència va ser suspesa quan es va unir als comandos. Va ser promogut a Sergent, després de l'atac a l'illa de Vaagsö on, ferit en un braç durant l'atac, es va separar de la seva unitat i sense munició va penetrar un búnker i va eliminar a 16 soldats enemics abans de tornar a les files aliades.

### Duke (Franctirador)
- Nom real: Sir Francis T. Woolridge
- Data de naixement: 21 de març de 1909
- Lloc de naixement: Sheffield, Anglaterra

Descendent de família noble. A Berlín 1936 guanya la medalla d'or olímpica en la modalitat de tir. En 1937 s'enrola a l'armada i entre 1937 i 1939 és destinat a l'Índia, on es deixa veure com un gran observador. En 1940 s'uneix als Commandos. És guardonat amb una medalla de mèrit militar quan mata al comandant de la guàrdia alemanya destinada en Narvik amb un sol tir des d'una distància de més d'una milla. És considerat un dels millors franctiradors del món.

### Fins (Marine)
- Nom real: James Blackwood
- Data de naixement: 3 d'agost de 1911
- Lloc de naixement: Melbourne, Austràlia

Estudiant d'Oxford en Enginyeria Naval. Va ser membre de l'equip de la universitat amb el qual va guanyar la famosa regata entre Oxford i Cambridge durant tres anys consecutius. És un gran nedador i va ser la primera persona a creuar el Canal de la Manxa per una aposta. En 1935 s'allista en la Marina d'Anglaterra. Va ser ascendit a capità el 1936 i va ser degradat a sergent dos anys després, gràcies a un 'incident' durant un petit descans a Hawái. Per aquests problemes l'alt comandament li va donar l'opció de ser expulsat de la Marina o entrar en el cos de Commandos com un soldat ras, que va ser el que al final va triar.

### Fireman (Sapador)
- Nom real: Thomas Hancock
- Data de naixement: 14 de gener de 1911
- Lloc de naixement: Liverpool, Anglaterra

Va començar a treballar com a bomber a Liverpool el 1933. En 1934 va entrar en el departament d'explosius d'alt risc. Cinc anys després es va allistar en la marina i a l'any següent ja s'havia presentat voluntari per formar part dels comandos. En l'assalt a St. Nazarine, va ser el causant de les explosions que van causar un munt de baixes alemanyes i que van deixar les instal·lacions destruïdes. Va ser capturat i després de dos mesos i quatre intents, va aconseguir escapar i tornar a Anglaterra.

### Brooklyn (conductor)
- Nom real: Samuel Brooklyn
- Data de naixement: 4 d'abril de 1910
- Lloc de naixement: Brooklyn, Estats Units d'Amèrica

Brooklyn és en realitat un ex-convicte, amb fort accent del sud dels Estats Units. Va ser acusat de robatoris, furts i crims similars el 1937. Abans de rebre la seva sentència va aconseguir escapar a Anglaterra per començar de nou amb una nova identitat. Des d'aquest moment se'l coneix com a Sid Perkins. Tan bon punt els Estats Units van localitzar a Perkins, aquest es va allistar en l'exèrcit britànic. Dos anys després col·laborava amb els organismes militars locals en la prova de vehicles i armes robades a l'enemic. Impressionat pel seu coneixement i habilitat, Paddy Maine va allistar a Sid als Comandos el 1941. En les seves primeres missions va destruir vuit caces alemanys amb una metralladora de vehicle i, després de quedar-se sense munició, va destruir quatre més xocant amb el seu jeep contra ells. Els superiors d'en Sid no van dubtar a col·locar-lo en el millor del millor de missions encobertes.

### francèsy (Espia)
- Nom real: René Duchamp
- Data de naixement: 20 de novembre de 1911
- Lloc de naixement: Lió, França

El 1934 Duchamp es va unir al servei secret francès i entre 1935 i 1938 va ser el cap de seguretat en l'ambaixada francesa a Berlín. Després de la invasió alemanya del 1940 es va unir a la Resistència. Poc temps després va ser contactat pels Comandos per usar les seves habilitats de sabotatge i infiltració en l'exclusiu grup. Des d'aquest moment ha col·laborat sovint amb ells en operacions especials, participant en nombrosos sabotatges, fent-lo responsable de la destrucció d'almenys tres trens, catorze tancs i més de cinquanta vehicles terrestres. La seva informació sobre les tropes alemanyes va ser essencial per al servei secret britànic. Durant anys les seves dades van estar classificades.

### Lips (Espiade contacte)
- Nom real: Natasha Van Der Zand
- Data de naixement: 21 d'abril de 1912
- Lloc de naixement: Amsterdam, Països Baixos

"Lips" és una dona seductora que fa de contacte en el lloc d'atac, la primera aparició del qual va ser a Commandos: Beyond The Call Of Duty.
La principal habilitat de Natasha és la distracció, la qual cosa fa gràcies a una combinació del seu gran carisma natural, la forma de vestir sexy i el seu llapis labial. Pot usar un rifle de franctirador amb molta efectivitat i caminar lliurement pel campament enemic, encara que serà detectada si és vista per un comandant enemic.